# Cupisnique

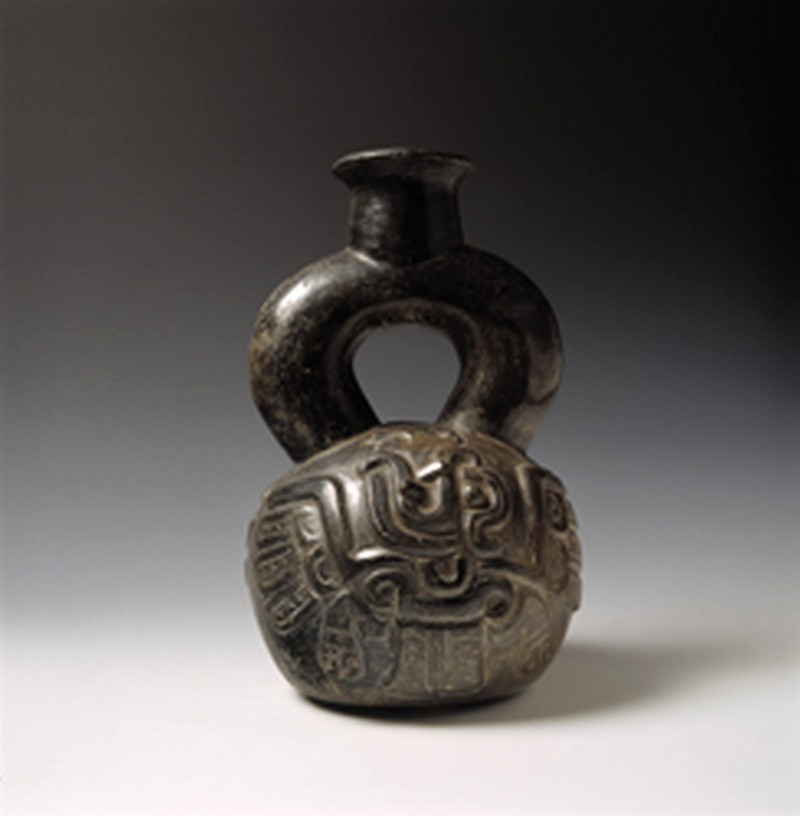
Peça de cerâmica cupisnique. Coleção do Museu Larco. Lima, Peru.

Cupisnique foi uma cultura pré-colombiana que prosperou entre 1500 a.C. e 1000 a.C.. Desenvolveu-se na costa norte do atual Peru e foi antecessora da cultura mochica e contemporânea da chavín, com quem compartilhava símbolos religiosos e a distinta arquitetura à base de adobe.
Eram exímios artistas e seus trabalhos em ouro foram os mais minuciosos dos primeiros estágios da produção de metais nos Andes. Também foi uma das primeiras culturas a registrar decapitações graficamente.